# الجنة المحرمة (فلم 1924)
الجنة المحرمة (بالإنجليزية: Forbidden Paradise) فيلم أمريكي صامت تم إنتاجه في الولايات المتحدة وصدر في سنة 1924. من تمثيل بولا نيجري وكلارك غيبل .

## روابط خارجية
- الجنة المحرمة على موقع IMDb (الإنجليزية)
- الجنة المحرمة على موقع أول موفي (الإنجليزية)
- الجنة المحرمة على موقع فيلمافينيتي (الإسبانية)
- الجنة المحرمة على موقع قاعدة بيانات الأفلام السويدية (السويدية)
- الجنة المحرمة على موقع قاعدة بيانات الفيلم (الإنجليزية)
- الجنة المحرمة على موقع ليتربوكسد (الإنجليزية)
- الجنة المحرمة على موقع كينوبويسك (الروسية)